# نووروسیه

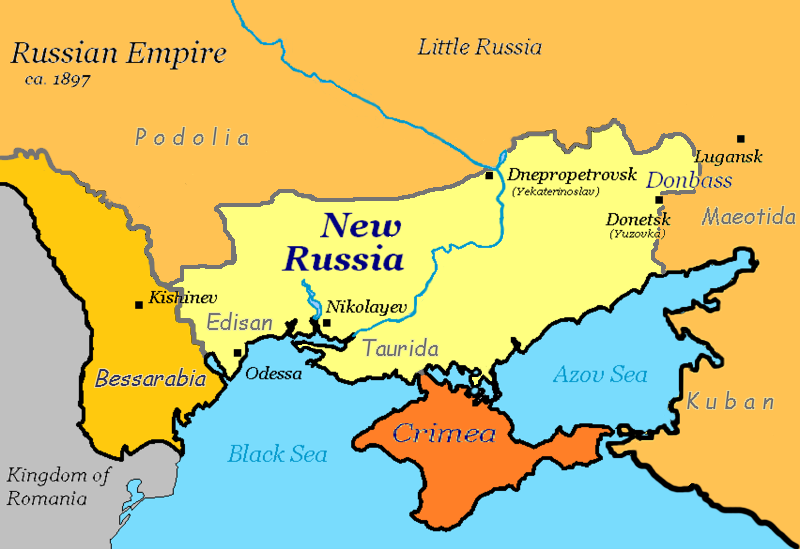
نقشه نووروسیه (روسیه نو)، حدود ۱۸۹۷.

نووروسیه (روسی: Новороссия، اوکراینی: Новоросія، رومانیایی: Noua Rusie)، به معنای روسیه نو که گاه روسیه جنوبی نامیده می‌شود، عنوانی تاریخی منطقه شمال دریای سیاه در امپراتوری روسیه (امروزه بخشی از اوکراین) بود. نووروسیه در اوکراین بیشتر به نام استپووینا (سرزمین استپی) یا نیز (سرزمین پایین) شناخته می‌شد.
این سرزمین در سال ۱۷۶۴ به عنوان فرمانداری نووروسیه به صورت استانی جدید در امپراتوری روسیه از مناطق مرزی نظامی به همراه بخش‌هایی از هتمان‌نشین جنوبی اوکراین تشکیل شد تا در جنگ با عثمانی‌ها آمادگی بیشتری اتخاذ شود. با گذشت زمان زاپوروژیان سیچ، بیسارابیا در مولداوی، مناطق امروزی اوکراین در کرانه دریای سیاه (پریکورنوموریا)، زاپروژیا، تاوریا، کرانه دریای آزوف (پری‌آزوفیا)، مناطق تاتارها در شبه‌جزیره کریمه، استپ نوقای در کوبان و سرزمین‌های چرکسیه نیز به نووروسیه پیوستند.
این سرزمین در دوران اتحاد جماهیر شوروی سوسیالیستی پس از فراز و نشیب‌های فراوان از سال ۱۹۲۲ بخشی از جمهوری شوروی سوسیالیستی اوکراین شد. پس از فروپاشی شوروی در سال ۱۹۹۱ و تشکیل کشور اوکراین در پی آن، تلاش‌هایی برای احیای نووروسیه انجام گرفته که مهم‌ترین آن جنبش جدایی‌طلب طرفدار روسیه از زمان جنگ در دونباس در سال ۲۰۱۴ است که در تلاش برای ایجاد کنفدراسیون نووروسیه می‌باشد.